# 1908 no futebol
A seguir, são apresentados os eventos de futebol do ano 1908 em todo o mundo.

## Clubes fundados no ano
- 9 de março: Internazionale ( Itália).[1]
- 25 de março: Atlético Mineiro ( Brasil).
- 1 de abril: San Lorenzo ( Argentina).
- 19 de julho: Feyenoord ( Países Baixos).

## Torneios internacionais
- Futebol nos Jogos Olímpicos de Verão de 1908, no  Reino Unido: 
  - Campeão:  Reino Unido
  - Vice:  Dinamarca
- Torneio Internacional Stampa Sportiva, na  Itália: 
  - Campeão: Servette ( Suíça )
  - Vice: Torino ( Itália).

## Campeões nacionais
- Alemanha - Viktoria 1889
- Escócia - Celtic
- Espanha - Madrid
- Hungria - MTK
- Inglaterra - Manchester United
- Irlanda - Linfield
- Itália - Pro Vercelli
- Suécia - IFK Göteborg
- Suíça  - FC Winterthur
- Uruguai - River Plate FC

## Campeões regionais (Brasil)
- Rio de Janeiro - Fluminense
- São Paulo - Paulistano